# Brdárka
Brdárka – wieś (obec) na Słowacji położona w kraju koszyckim, w powiecie Rożniawa. Pierwsze wzmianki o miejscowości pochodzą z roku 1556. 
Według danych z dnia 31 grudnia 2012, wieś zamieszkiwały 72 osoby, w tym 41 kobiet i 31 mężczyzn.
W 2001 roku pod względem narodowości i przynależności etnicznej 92,54% mieszkańców stanowili Słowacy, a 1,49% Romowie.
Ze względu na wyznawaną religię struktura mieszkańców kształtowała się w 2001 roku następująco:
- Katolicy rzymscy – 4,48%
- Ewangelicy – 40,3%
- Ateiści – 49,25%
- Nie podano – 5,97%